# Malmy (Ardennes)
Malmy is een lintdorp en voormalige gemeente in het Franse departement Ardennes in de regio Grand Est.

## Geschiedenis
Op 7 augustus 1966 werd Malmy opgenomen in de gemeente Chémery-sur-Bar, die op 1 januari 2016 fuseerde de gemeente met Chéhéry tot de commune nouvelle Chémery-Chéhéry.

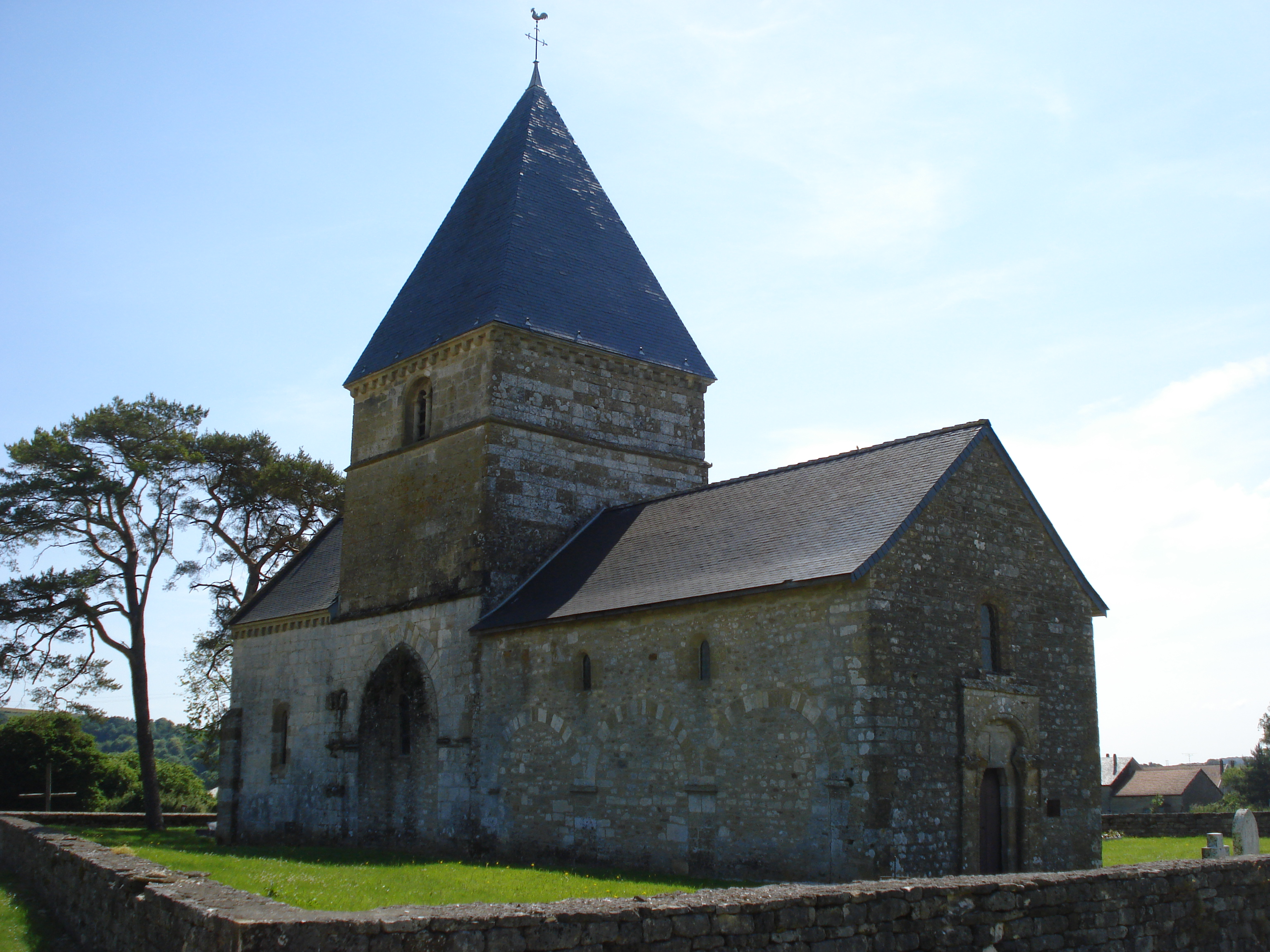
De kerk van Malmy

Chéhéry · Chémery-sur-Bar · Connage · Malmy